# Fornicia imbecilla
Fornicia imbecilla är en stekelart som beskrevs av Chen och He 1994. Fornicia imbecilla ingår i släktet Fornicia och familjen bracksteklar. Inga underarter finns listade i Catalogue of Life.